# Muster-Liste
Muster-Liste a reprezentat rezultatele conscripției efectuate de autoritățile imperiale în perioada noiembrie 1774 - februarie 1775, pe întreg teritoriul Regimentului I de graniță de la Orlat, din cadrul Graniței militare transilvănene. Conscripția a fost una completă, recenzând informații cu caracter militar, social-economic, cultural și religios în vederea stabilirii progresului înregistrat de granița militară la 10 ani de la înființare. Conscriptorii, locotenent-colonel Sburlati și maiorul Karp și Cioconari, ofițeri de stat major au vizitat toate satele aparținătoare ale regimentului și au înregistrat toate aspectele grănicerești cu meticulozitatea specifică funcționarilor împărătești.
Rezultatele acestei conscripții au fost concretizate în documentul cunoscut sub numele de "Muster-Liste" datat în 20 mai 1777, întocmit de generalul-maior Johann Cristani von Rall și comisarul de război Gotfried Obs și publicat în extras de către George Barițiu în publicațiile sibiene "Observatoriulu", începând cu nr.7/1885 și în "Transilvania" începând cu nr.23-24/1884 și continuat în nr.1-10/1885 sub titlul "Materialu pentru istoria Regimentului I granitiariu din Transilvania".